# Cadik
Cadik (nebo v různých přepisech jako zaddik, tzadik nebo tzaddik apod. z hebrejského צדיק, ṣaddīq, - „spravedlivý“ nebo „správný“) je v judaismu označení (titul) pro spravedlivého člověka.

## Užití a historie výrazu
V tanachu výraz cadik označuje spravedlivého muže, v talmudu a midraši toho, kdo se zasazuje pro spravedlnost více, než Boží zákon vyžaduje.
Výraz cadik byl používán již ve středověku jako čestné označení pro zvláště zbožné židy, o nichž se říkalo, že mají zvláštní vztah k Bohu.
V chasidismu je cadik, také označení pro admora nebo rabína (často dynastického), který je hlavou chasidské komunity.

## Varianty jako křestní jména
- Hebrejsky: צדיק Cadik nebo Tsadik
- Arabština: Sadiq, Sadeq (صَادِق)
- Persky: Sadegh nebo Sadeq